# Oussouye
Oussouye – miasto w południowo-zachodnim Senegalu, w regionie administracyjnym Ziguinchor, w połowie drogi między Ziguinchorem a Cap Skirring.
Miejscowość słynie z rzemiesła artystycznego, m.in. rzeźby w drewnie i terakocie. Większość tych wyrobów eksportowana jest do Europy.